# Keyman - The Hand of Judgment
Keyman - The Hand of Judgment (KEYMAN -THE HAND OF JUDGMENT- [キーマン・ザ・ハンド・オブ・ジャッジメント]?) è un manga giapponese realizzato da Warai Naku, ambientato in dei fittizi Stati Uniti d'America intorno agli anni cinquanta. Il mondo del manga è popolato da "uomini bestia", esseri umani dalla fisionomia di animali (anche preistorici). Lo stesso protagonista ha l'aspetto e le caratteristiche di un Tyrannosaurus Rex.

Il manga ha la peculiarità di approcciare con uno stile di disegno e di impostazione di trama e sceneggiatura tipicamente orientale, tematiche caratteristiche dei fumetti americani. In particolare, frequentissime sono le citazioni alle serie più famose della Marvel o della DC.

Inedito in Italia, è stato serializzato dal 19 aprile 2011 al 19 dicembre 2016 sul Monthly Comic Ryū per un totale di 13 Volumi.

## Trama
Quarant'anni prima dell'inizio della storia, ambientata intorno agli anni '50, il mondo cominciò a popolarsi di "uomini bestia", esseri umani a tutti gli effetti ma con sembianze e fisionomia delle più svariate razze di animali. Ciò causò una generale ondata di paura, e non mancarono episodi di violento razzismo nei loro confronti: trattati alla stregua di veri animali, gli uomini bestia erano osteggiati in particolar modo dalla classe aristocratica della società. Gli Stati Uniti d'America subito si distinsero dagli altri Paesi per una mentalità più aperta e una politica di tolleranza e rispetto nei confronti di questi loro nuovi cittadini: ma gli atti criminali erano comunque all'ordine del giorno, e la polizia poteva farci ben poco.

Un giorno, come dal nulla, nella città di Lockville compare un supereroe. Apparentemente indistruttibile, in grado di volare e più forte di qualunque uomo o uomo bestia, sembra che abbia deciso di lottare contro il crimine e proteggere le strade della città: a detta di molti lui è la "chiave" per poter tornare alla pace e all'ordine. Lui è Keyman.

Ma la cosa non va a genio ad Alex Rex, detective della polizia di Lockville e uomo bestia dalle sembianze di un tirannosauro. I metodi del cosiddetto "eroe" sono ben oltre la legge, sono spesso disumani e spietati: e non importa se a pagarne le conseguenze sono dei criminali, nessuno può poter disporre così della vita di una persona.

Un giorno però succede qualcosa di inaspettato, che fa piombare la città di Lockville nello sconcerto. L'indistruttibile Keyman, il potentissimo eroe viene trovato morto in un vicolo, sul suo cadavere le parole: "Dr. Necro".
Keyman non era mai andato a genio ad Alex: ma è un detective, e questo significa che deve indagare sulla sua morte. La più ovvia delle piste è che questo "Dr. Necro" c'entri qualcosa in questa storia, forse è stato proprio lui a commettere l'omicidio. Ben presto le indagini di Alex lo portano a fare la conoscenza di quest'uomo... che è in realtà una donna: anzi, a dirla tutta ha l'aspetto di una ragazzina.
Ma il Dr. Necro nasconde oscuri segreti: perché chi era realmente Keyman? Era un uomo, un uomo bestia... qualcosa di diverso? La ragazza sembra saperne qualcosa e non soltanto su "Keyman l'Eroe": ma su tutti i Keyman e sulla natura dei loro poteri, con radici secolari e in qualche modo collegati alla stregoneria.

## Personaggi
Alex Rex:
Uomo bestia dalla fisionomia di un Tyrannosaurus Rex. Detective della polizia di Lockville, è il protagonista della storia. Il suo nome è un gioco di parole con la parola "Rex" del T-Rex. In giapponese, in particolare, la pronuncia del suo nome (pressappoco Arekusu) rimanda all'espressione inglese "A Rex";

Dr. Necro:
Coprotagonista dall'aspetto di una ragazzina, è in realtà una strega centenaria. Europea di nascita, è arrivata negli Stati Uniti da Londra con l'intento di scovare Frank, un suo vecchio apprendista il cui potere è andato fuori controllo;

Peter Knight:
Chiamato da tutti "Pete", è un giovane detective della polizia di Lockville e l'assistente di Alex. Ingenuo e senza freni inibitori, il suo nome rimanda al suo animo nobile alla sua "purezza di cuore";

Sally Rex:
Donna bestia dalla fisionomia di una lince. Moglie di Alex, vive separata da lui: è infatti sterile e questo ha portato i due a lasciarsi, pur non avendo divorziato e provando ancora qualcosa l'uno per l'altra. È una giornalista per il Daily Lockville e questa posizione la porta a restare coinvolta nell'indagine sulla morte di Keyman;